# Messerschmitt-Bölkow-Blohm
Messerschmitt-Bölkow-Blohm (MBB) byl (západo)německý letecký výrobce, který vznikl na konci 60. let jako výsledek několika fúzí. Mezi jeho nejznámější produkty patří lehký vrtulník MBB Bo 105. V roce 1989 byl koupen společností DASA (Deutsche Aerospace AG), která je dnes součástí Airbusu.
6. června 1968 byla společnost Messerschmitt AG sloučena s menší firmou Bölkow, která se zabývala civilním letectvím, čímž vznikla společnost Messerschmitt-Bölkow. Později získala Hamburger Flugzeugbau (HFB), která měla původ jako pobočka společnosti Blohm + Voss. Poté firma změnila název na Messerschmitt-Bölkow-Blohm (MBB).
Původně byla MBB z 51% vlastněna rodinou Blohmů, Willy Messerschmittem a Ludwigem Bölkowem. 22,07% vlastnil spolkový stát Hamburk, 17,05% stát Bavorsko, 7,16% Thyssen AG, 7,16% Siemens AG, 7,13% Allianz Versicherungs-AG, 7,13% Robert Bosch GmbH a 6,15% Friedrich Krupp GmbH.
V roce 1981 MBB získala Vereinigte Flugtechnische Werke (VFW), která sama vznikla sloučením firem Focke-Wulf, Focke-Achgelis, a Weserflug. Následující rok získala MBB společnost zaobírající se lety do kosmu Entwicklungsring Nord (ERNO) a vznikla MBB-ERNO.